# Zialo
Zialo (Selbstidentifikation Ziolo) ist eine Sprache, die vom Volk der Zialo in Guinea gesprochen wird. 
Die Sprache Zialo gehört zur südwestlichen Gruppe der Mandesprachen der Niger–Kongo-Sprachfamilie und wird von etwa 25.000 Menschen, die in der Provinz Macenta im Südosten Guineas residieren, gesprochen. Zum Zialo-Areal gehören über 50 Dörfern (einschließlich zwei Zentren der Subpräfekturen). Nahezu ein Drittel aller Zialo-Muttersprachler leben heute in den Nachbarstädten von Macenta und Gekedou, sowie in der Hauptstadt Conakry. Das Zialo hat kein eigenes Schreibsystem; die Menschen verwenden ausschließlich Französisch in sämtlichen offiziellen Angelegenheiten.
Zialo wurde lange Zeit als entfernter Dialekt des Loma betrachtet, allerdings gibt es signifikante Unterschiede zwischen den zwei Sprachen. Die Tonologie und Phonetiken des Zialo ähneln dem Loma, aber der Wortschatz und das morphologische System des Zialo stehen dem Bandi und Mende näher. Zialo ist gekennzeichnet durch die extensive Verwendung von Nasalvokalen und Konsonanten, das weite System von initialen Konsonantenalternationen, einer großen Zahl an analytischen Verbkonstruktionen von Zeit und Aspekt sowie über 15 Arten von verschiedenen Pronomen. Zialo-Sprecher nennen fünf Dialekte ihrer Sprache: Bayawa, Wolo-Ziolo, Woyjawa, Kelighigo und Lawolozu, von denen der letzte der spezifischste ist.